# Mortola mortola
Sous-famille
Genre
Espèce
Mortola mortola, unique représentant du genre Mortola et de la sous-famille des Mortolinae, est une espèce de solifuges de la famille des Ammotrechidae.

## Distribution
Cette espèce est endémique d'Argentine. Elle se rencontre dans la province de Mendoza.

## Publication originale
- Mello-Leitão, 1938 : Solifugos de Argentina. Anales del Museo Argentino, Buenos Aires, vol. 40, p. 1-32.